# Poienarii-Rali
Poienarii-Rali – wieś w Rumunii, w okręgu Prahova, w gminie Poienarii Burchii. W 2011 roku liczyła 963 mieszkańców.